# Organon (Aristoteles)

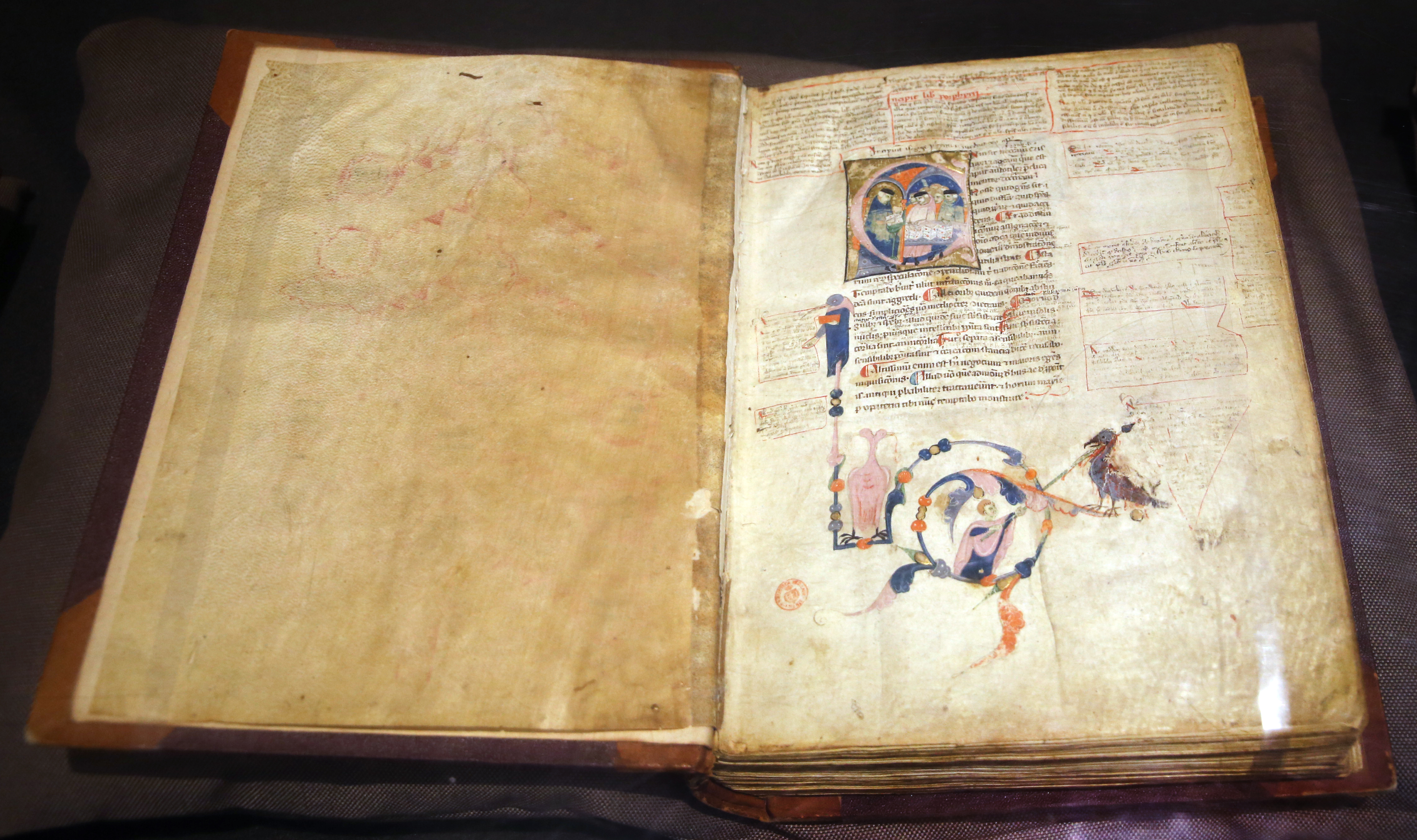
Organon

Das Organon (griechisch ὄργανον „Werkzeug“) ist eine Sammlung von Schriften des griechischen Philosophen Aristoteles. In ihnen beschreibt Aristoteles die Kunst der Logik als Werkzeug der Wissenschaft. Das Organon besteht aus sechs Einzelschriften, die vermutlich nicht von Aristoteles selbst, sondern von byzantinischen Gelehrten, die der Sammlung auch den Namen gaben, in dieser Form zusammengestellt worden sind.

## Titel und Frage nach der Zusammenstellung
Weder der Titel des Organons noch die Anordnung der enthaltenen Schriften stammen von Aristoteles, und die Reihenfolge der Bücher ist nicht chronologisch.
Auch sachlich ist die Zusammenstellung problematisch: Ihr liegt die nacharistotelische Einteilung in ‚Lehre vom Begriff‘, ‚Lehre vom Urteil‘ und ‚Lehre vom Schluss‘ zugrunde. Es finden sich aber zwei unabhängige ‚Lehren vom Schluss‘ (in der Topik und in den Analytiken), die zudem beide keine Lehre vom Urteil oder vom Begriff voraussetzen. Darüber hinaus fehlt im Organon die (eng an die Topik gebundene) Rhetorik.
Dennoch hat die Zusammenstellung eine gewisse Berechtigung. Alle enthaltenen Schriften behandeln zumindest teilweise logische Themen (in einem weiten Sinne). Die wichtige Form-Materie-Unterscheidung kennen sie alle nicht. Es finden sich auch einige Verweise zwischen einigen dieser Schriften aufeinander. Vor allem aber lassen sie sich alle außerhalb des aristotelischen Wissenschaftssystems ansiedeln und als methodologisch und propädeutisch charakterisieren, wenngleich sie das nicht zu einem bloßen Werkzeug macht, vielmehr sind ihre Inhalte auch Gegenstand der Philosophie.
Die Spannbreite der Themen umfasst aus heutiger Sicht die Disziplinen Sprachphilosophie, Grammatik, Logik, Wissenschaftstheorie und auch Ontologie. So behandelt De interpretatione sprachphilosophische, logische und grammatische Probleme und die Kategorien scheinen nicht explizit Relationen zwischen Dingen von Relationen zwischen Wörtern zu unterscheiden.

## Inhalte
Die sechs Bücher des Organon beschreiben, wie das menschliche Wissen in unterschiedliche Felder unterteilt und in ihnen mit Hilfe logischer Schlüsse aus Beobachtungen weiter entwickelt werden kann. Dazu lehrt Aristoteles unter anderem, wie man Beweise ableiten, beweisen und überprüfen kann.
Die Themen sind dazu in sechs Bücher unterteilt:
1. Die Kategorien (lat.: Categoriae; gr.: Κατηγορίαι kategoriai, „Über die Kategorien“): hier beschreibt Aristoteles in 15 Kapiteln das Grundprinzip einer hierarchischen Klassifizierung, wie sie die Grundlage der heutigen wissenschaftlichen Beschreibungssysteme bilden.
2. In der Schrift Über die Deutung (lat. De interpretatione; gr: Περὶ ἑρμηνείας peri hermeneias, „Über die Deutung“; 14 Kapitel) definiert Aristoteles die Aussage. Demnach besteht eine Aussage aus einem Wortgefüge, das wahr oder falsch sein kann; Wortgefüge, auf die diese Eigenschaften nicht zutreffen (z. B. Wünsche) sind demnach keine Aussagen. Ebenso begründet Aristoteles in diesem Buch die Widerspruchsfreiheit von Aussagen als Grundlage wissenschaftlichen Wissenszuwachses.
3. Die Lehre vom logischen Schluss (lat.: Analytica priora, gr.: Ἀναλυτικὰ πρότερα Analytika protera, „Erste Analyse“) erläutert, wie aus zwei Beobachtungen oder Erkenntnissen eine neue Aussage abgeleitet wird (Syllogismus).
4. In der Lehre vom Beweis (lat.: Analytica posteriora, gr.: Ἀναλυτικὰ ὕστερα analytika hystera, „Zweite Analyse“, zwei Bücher mit 34 bzw. 19 Kapiteln) formuliert Aristoteles die Grundlagen wissenschaftlicher Methodik, die Wissenschaftstheorie, und versucht, die Grenzen wissenschaftlicher Vorgehensweisen zu erkennen.
5. Die Topik (lat.: Topica, gr.: Τόποι topoi) enthält die Lehre von den allgemeinen Sätzen, die durch Wahrscheinlichkeiten erschlossen werden: den Definitionen. Auch hier wird die Zulässigkeit und die Unzulässigkeit von verschiedenen Arten des Beweisschlusses erläutert. Diese Vorgehensweise wird als Hilfsmittel für das (fruchtbare) wissenschaftliche Streitgespräch vorgestellt.
6. Die Schrift Sophistische Widerlegungen (lat.: De sophisticis elenchis, gr.: Περὶ σοφιστικῶν ἐλέγχων Peri sophistikon elenchon) behandelt vornehmlich die Lehre von den Trugschlüssen und wie man sie erkennt und vermeidet.

In den meisten Ausgaben des Organon ist seit antiker Zeit eine Einleitungsschrift des Porphyrios, eine Art Vorwort zum ersten Buch „Kategorien“, eingebunden.